# Stát Sung

Čínské státy v 5. století př. n. l. na přelomu období Letopisů (Jar a podzimů) a období Válčících států

Stát Sung (čínsky: pinyin Sòng, znaky 宋國) byl jeden z čínských států existujících v období jar a podzimů (722-481 př. n. l.) a období válčících států (481-212 př. n. l.).
Ležel na východě dnešního Che-nanu. Založil ho v 11. století př. n. l. potomek svržené dynastie Šang. Hlavním městem bylo Šang-čchiou (čínsky: pinyin Shāngqiū, znaky 宋國). Po určitou dobu i Po-čou. Stát zanikl roku 286 př. n. l., když byl pohlcen královstvím Čchin.